# کریم‌آباد (دهستان کیشکور)
کریم‌آباد روستایی در دهستان کیشکور بخش کیشکور شهرستان سرباز استان سیستان و بلوچستان ایران است.

## جمعیت
بر پایه سرشماری عمومی نفوس و مسکن در سال ۱۳۹۵ جمعیت این روستا کمتر از ۳ خانوار بوده‌است.